# Lover (àlbum de Taylor Swift)
Lover és el setè àlbum d'estudi de la cantant estatunidenca Taylor Swift, el qual serà llançat al mercat el proper 23 d'agost de 2019, a través de Republic Records. Aquest àlbum comptarà amb quatre versions deluxe, totes amb diferent contingut extra, disponibles només a les botigues Target. Fins al moment compta amb dos senzills, «ME!» i «You Need to Calm Down».

## Antecedents
Durant el mes d'abril de 2019 quelcom es va començar a gestar des del compte d'Instagram de la cantant. El continu de fotografies de la gira Reputation va ésser interrompuda per un seguit de fotogrames de tons pastels, portades en revistes amb una indumentària completament oposada a la foscor de l'era Reputation. Les sospites d'inici d'una nova era van ésser confirmades quan la pròpia cantant va activar una compta enrere des del seu propi perfil d'Instagram amb data final el 26 d'abril, tal com citaven els diferents posts penjats per l'artista.
Durant aquest període, la cantant encarrega a l'artista Kelsey Montague l'elaboració d'un mural al barri de Gulch, Nashville, ciutat que va veure els seus inicis en el món de la música. El mural constava de les ales d'una papallona repleta de missatges ocults (easter eggs) sobre la nova era de la cantant.
El dia anterior del final del compte endarrere, quelcom es va començar a gestar en el propi mural. L'artista d'aquest apropar-se al mural i va començar a dibuixar. L'esdeveniment va congregar a una sèrie de fans que passejaven pels carrers de Nashville, convertint-se en un fenomen per xarxes socials. Durant aquest revol, la pròpia Taylor Swift va apropar-se al mural on restava escrit entre ambdues ales el nom del seu primer senzill de la nova era: ME!
Aquella mateixa nit, el seu primer senzill (ME!) va ésser llençat a totes les plataformes digitals, juntament amb el videoclip. La cançó va resultar ésser un duet amb el cantant del grup Panic! at the Disco (Brendon Urie), el qual dona inici a aquesta nova etapa d'una manera molt Taylor: matant l'antiga Taylor. Aquest cop la mort no s'anuncia des d'un telefon com amb Look What You Made Me Do, sinó que es basa en una metàfora molt visual. Al principi del videoclip apareix una serp de tons pastels, molt similar a la serp que ha estat el símbol de l'era Reputation, reptant cap a la càmera de forma amenaçadora. No obstant, aquest cop quan es disposa a atacar, la serp explota convertint-se en un plegat de papallones que volen de l'escena fins a descobrir als intèrprets discutir en francès en un pis d'ambientació parisenca. De fet, s'interpreta que les papallones, símbol de metamorfosi i renaixement, són el símbol d'aquesta nova etapa, tal com declarava la cantant amb el mural de Nashville.
Aquest videoclip també està ple de pistes sobre aquesta nova etapa. Entre d'elles, la cantant va reptar als fans a trobar el nom del disc i del pròxim senzill, els quals es trobaven escrits en el propi videoclip. Segons les paraules textuals de Taylor sobre el títol del seu nou disc: "I think you see it once, and you hear it twice". De fet, en el propi videoclip, durant una escena que recorda molt al principi del seu videoclip Begin again, de fons s'observar un cartell de neó rosa on resta el nom Lover, el qual tamnbé apareix 2 cops en el pont de la cançó ("Baby doll, when it comes to a lover"). El mateix succeeix amb el nom del seu segon senzill, el qual apareix ni més ni menys que en els propis subtítuls de les frases en francés que comparteixen ambdós cantants: You Need To Calm Down. De fet, ambdós detalls varen ser revelats per la mateixa cantant mitjançant un directe d'Instagram el 13 de juny de 2019.
De fet, en aquest mateix directe va anunciar la data de llançament de l'àlbum (23 d'agost de 2019), la qual va ésser escollida perquè al sumar els nombres de la data (vuit, dues i tres) se sumen ajuntant el seu nombre favorit, 13.
2 dies després, és a dir, el 14 de juny de 2019 va ésser llençat el vídeo líric del segon senzill (You Need To Calm Down), el qual conté diverses referències a la comunitat LGTBIQA+, amb què Taylor sempre ha estat vinculada en secret. Aquestes referències varen ser confirmades amb la publicació del videoclip oficial el següent dilluns 17 de juny de 2019, on Taylor reuneix a 20 famosos entre els quals es troben membres destacats del col·lectiu (Ellen DeGeneres, Adam Rippon, RuPaul, Hayley Kiyoko…). No obstant, el fet destacable d'aquest videoclip és la col·laboració de la cantant Katy Perry, posant així fi a l'enemistat que ambdues artistes mantenien des de principis de 2012. Dies abans els mitjans ja es feien ressò del possible fi d'aquest enemistat a partir d'una fotografia de l'Instagram de Katy Perry on mostrava un plat amb galetes on resava escrit "PEACE AT LAST", les quals pertanyien a la pròpia Taylor Swift.

## Composició
La pròpia cantant va descriure aquest nou àlbum com a romàntic, afirmant que no era «simplement temàtic, com si fossin cançons d'amor o alguna cosa així. La idea que alguna cosa sigui romàntica, no comporta que aquesta hagi d'ésser una cançó feliç. Pots trobar el romanç en la solitud o en la tristesa o passar per les coses de la teva vida... només les has de mirar a través d'una mirada romàntica». Aquesta idea dista molt de la seva etapa anterior (Reputation) on la cantant explorava la seva sensualitat i el seu costat més fosc. De fet, això aquest tall entre ambdues etapes ja s'observa amb la substitució dels tons i vestimentes fosques típiques de l'era Reputation per tons pastels, flors i arcs de Sant Martí de la nova era Lover.

## Portada
La portada de Lover, juntament amb el nom del disc i la seva data de publicació varen ser revelats el 13 de juny de 2019 a través d'un directe d'Instagram per la mateixa Taylor. De fet, aquesta manera d'anunciar-ho dista molt dels anunciaments dels seus anteriors discs, on aquesta era anunciada durant alguna entrevista també per la mateixa cantant. En la portada es pot observar una fotografia de la cantant sobre un fons de núvols de tons rosa pastel, la qual torna a ésser una mostra de la nova estètica de l'era. La fotografia va ser presa per la fotògrafa colombiana Valheria Rocha.

## Senzills
El primer senzill de l'àlbum va ésser la cançó «ME!», la qual, per primer cop en la carrera de Taylor, es tracta d'un duet amb l'interprete de Panic! at the disco (Brendon Urie). Aquest va ésser llançat juntament amb un vídeo musical el 26 d'abril de 2019. El videoclip va superar els 65 milions de visites en 24 hores, convertint-se així amb el vídeo amb més reproduccions en un sol dia publicat per una artista femenina (i també artista solista masculina o femenina), batent el rècord d'Ariana Grande amb "Thank U, Next" que havia superat els 55 milions de reproduccions en el seu primer dia. D'aquesta manera, “ME!” tan sols va quedar per darrere del rècord aconseguit pel grup BTS amb el videoclip de "Boy With Luv" featuring Halsey que va superar les 74 milions de reproduccions en 24 hores.
El segon senzill, «You Need to Calm Down» va ésser anunciat per la cantant el mateix dia que es va revelar el llançament de l'àlbum de Swift el 13 de juny de 2019 a través d'un directe d'Instagram. L'endemà, aquest senzill va ésser llançat a totes les plataformes digitals, juntament amb el vídeo de lletres de la cançó. No obstant, el vídeo musical de la cançó va ésser llançat el 17 de juny de 2019. El video va ésser co-produït pel cantant i amic de Taylor Todrick Hall i compta amb la col·laboració de 20 personatges famosos i figures del col·lectiu LGTBQIA+. Entre aquestes cal destacar la presència de Katy Perry amb la qual es va posar fi a la llarga enemistat que compartien ambdues artistes des dels inicis de la gira Red.

## Llista de cançons
Llista de cançons adaptada per Apple Music.
| 14. | «You Need to Calm Down»                               | Little Swift | 2:51 |
| 16. | «ME!» (featuring Brendon Urie de Panic! at the Disco) | Little Swift | 3:13 |